# Гырхбулагский магал
Гырхбулагский магал или магал Гырхбулаг — один из магалов Эриванского ханства.

## Этимология
Название магала происходит от одноимённой реки Гырхбулаг-чай.

## География
Важный, располагавшийся в центре и частично окружавший Эривань округ, отделялся от магалов Гёкча и Деречичак горами Ахманган (Гегамского хребта), а от Зангибасарского и Гарнибасарского округов рекой Зангичай (Раздан). Район граничил на юге с рекой Аракс, на севере — с районом Дарачичеком, на западе — с Гарнибасаром, на востоке — с Ведибасаром. В конце XVIII века этот магал представлялся и как два отдельных магала — Гырхбулаг и Зангибасар. В перечне земельных владений Мухаммед-хана Каджара (1784—1806) многие сёла магала Зангибасар приводятся в составе Гырхбулагского магала. Однако уже в источнике первой четверти XIX века Гырхбулагский магал представлен под двумя названиями: Гырхбулагский магал и Зангибасарский магал. Его 22 крупных села снабжали Ереван продуктами ежедневного потребления. Административным центром было село Канакер. Округ орошался Гырхбулагом, рекой с сорока ручьями.

## История
С 1728 года в составе Османской империи, позже включён в состав Эриванского ханства. Территория магала частично соответствует территории Котайкского района Армении.

## Сёла

### Османские источники
Согласно обзорной книге 1728 года, в районе Кирхбулаг еялета Ереван, находившемся в подчинении Османской империи, были следующие села:
- Ягаверт. Доход: 100.000 акче.
- Канакир. Доход: 50.000 акче.
- Ариндж и поселение Магхуд. Доход: 15.100 акче.
- Чёлмекчи (Чалмахчи). Доход: 5.040 акче.
- Ялгован. Доход: 9.000 акче.
- Зак. Доход: 10.000 акче.
- Кямрис. Доход: 8.000 акче.
- Чатгырани-зимми. Доход: 5.000 акче.
- Арзни. Доход: 6.000 акче.
- Арзкан. Доход: 25.000 акче.
- Мехмандари-Шоллу. Доход: 3.500 акче
- Демирчилие-Шоллу. Доход: 13.000 акче.
- Хачапараг. Доход: 30.000 акче.
- Хаджи Ильяс. Доход: 3.500 акче.
- Донузпаян. Доход:12.000 акче.
- Юхары Гёйкенд. Доход: 12.000 акче.
- Ашагы Гёйкенд. Доход: 10.000 акче.
- Норегиг. Доход: 8.000 акче.
- Бечни. Доход: 18.000 акче.
- Шейх Калул. Доход: 4.000 акче.
- Кёхна Делилар. Доход: 4.000 акче.
- Село Бёюк Агвиран, расположенное недалеко от села Черачюр. Доход: 4.000 акче.
- Поселение Ишхаванг около села Делилар. Доход: 4.000 акче.
- Поселение Баба Черчюр (Мухаммедкенд), расположенное недалеко от села Делилар. Доход: 7.200 акче.
- Поселение Гызылвиран, расположенное недалеко от села Агвиран. Доход: 2.700 акче.
- Гардылыг. Доход: 3.000 акче.
- Йени гышлаг (Ахи тапа). Доход: 3.000 акче.
- Поселения Кензек. Доход: 2.000 акче.
- Имади-ачур гышлаг. Доход: 3.000 акче.

Зеаметы и Тимары:
Ибрагим Ахмед оглу зеамет:
- Село Аребат около Хачапарага. Доход: 20.000 акче.

Исмаила Абдулла оглу тимар:
- Село Аран. Доход: 3.500 акче.

Мустафа Хасан оглу тимар:
- Село Таркиван около села Зад. Доход: 3.200 акче.

Бакира Ибрагим оглу тимар:
- Село Шахаб и поселение Ярдести. Доход: 4.500 акче.

Хасана тимар:
- Село Агазур (Агадзор). Дохо: 5.000 акче.

Мухаммеда Махмуд оглу тимар:
- Село Гараджа Орен (село нежилое). Доход: 3.000 акче

Хасана тимар:
- Село Кюреджик. Доход: 3.000 акче.

Дервиш Исмаил оглу тимар:
- Село Тезхараб. Доход: 3.000 акче.

Хасан Хусейн оглу тимар:
- Село Кенги. Доход: 4.200 акче.
- Село Гарагаш. Доход: 3.000 акче

Халила тимар:
- Село Бёюрюделик. Доход: 3.500 акче.

Эльхадж Бакира тимар:
- Село Хакс около села Арзкан. Доход: 8.000 акче.
- Поселение Караджхана. Доход: 3.000 акче.

Мухаммеда Абдуллы оглу тимар:
- Село Делилар около села Арзкан. Доход: 3.500 акче.

Тимар Али:
- Село Кютюран. Доход: 6.000 акче.

Халила тимар:
- Село Хорет (Керебурун) около села Делилар. Доход: 3.000 акче

Хаджи Бакира Хамзы оглу тимар:
- Кешишкенд. Доход: 5.000 акче
- Село Бекин и поселение Алчакилсе. Доход: 14.000 акче

### Сёла
И. Шопен отмечает 48 сёл, принадлежащих Гырхбулагскому магалу, подчёркивая при этом, что 26 из этих сёл разорены. Ссылаясь на этот источник, Дж. Бурнутян отмечает, что в Гырхбулагский магал с центром в Канакере входили 22 села.

### Разрушенные сёла после войн
Список сёл, разрушенных в районе в результате русско-персидской и русско-турецкой войн 1826—1828 и 1828—1829 годов:
1. Кюзеджик, 2.Ийнедюз, 3.Гюллюдже, 4.Гараджаорен, 5.Теджрабак, 6. Безаклы, 7.Гарагала, 8. Катырчай (Хейдергёл), 9. Арзап, 10. Норинус, 11. Дамджылы, 12. Китикен (Катикут), 13. Гуюлу, 14. Гызылтапа (Амперт), 15. Тезхараба, 16. Бабаджур (Джеладжур), 17. Дамагирмез, 18. Деллекли, 19. Канкан, 20. Гёйкилсе, 21. Яйджы, 22. Гызылгала, 23. Чобангерекмез, 24. Азаклар, 25. Аликенд (Мурадтапа), 26. Арзни (Сарчалы).

## Население
Старые сёла магала были населены армянами до 1604 года, пока шах Аббас не депортировал большую их часть, и позже многие сёла были опустошены, а их места заселялись татарами под покровительством ереванских ханов. Одно из таких сёл — Гарагала, было населено армянами до 1604 года, позже там обосновались татары.
Село Шахаб также было населено армянами до 1604 года.
В село Аван мигрировали армяне из Муша, Вана и Карса[когда?]. В село Зар после изгнания армян в 1604 году поселились тюрки.
В сёлах Арамус и Арзни, связанных с мифом об Аре Прекрасном, совместно проживали армяне, татары, а в Арзни также ещё и ассирийцы, появившиеся здесь в начале XIX века, позже азербайджанцы уехали из села в 1918 году.